# Cabinet Koch I
Land de Hesse
Eichel II Koch II
Le cabinet Koch I (en allemand : Kabinett Koch I) est le gouvernement du Land de Hesse entre le 7 avril 1999 et le 5 avril 2003, durant la quinzième législature du Landtag.

## Majorité et historique
Dirigé par le nouveau ministre-président chrétien-démocrate Roland Koch, ce gouvernement est constitué et soutenu par une « coalition noire-jaune » entre l'Union chrétienne-démocrate d'Allemagne (CDU) et le Parti libéral-démocrate (FDP). Ensemble, ils disposent de 56 députés sur 110, soit 50,9 % des sièges au Landtag.
Il est formé à la suite des élections régionales du 7 février 1999 et succède au second cabinet du social-démocrate Hans Eichel, constitué et soutenu par une « coalition rouge-verte » entre le Parti social-démocrate d'Allemagne (SPD) et l'Alliance 90 / Les Verts (Grünen). À l'occasion du scrutin, l'alliance au pouvoir depuis 1991 est battue de seulement deux sièges par les partis de l'opposition. Ceux-ci accèdent donc de nouveau au pouvoir, après un premier mandat du centre droit entre 1987 et 1991.
Lors des élections régionales du 2 février 2003, la CDU progresse suffisamment pour remporter à elle seule la majorité absolue. Décidant de gouverner seule, alors même que le FDP a lui aussi connu une importante progression qui accorde une confortable majorité à la coalition sortante, elle forme le cabinet Koch II.

## Composition

### Initiale (7 avril 1999)
| Portefeuille                                                                          | Titulaire | Titulaire                                                        | Parti |
| ------------------------------------------------------------------------------------- | --------- | ---------------------------------------------------------------- | ----- |
| Ministre-président                                                                    |           | Roland Koch                                                      | CDU   |
| Vice-ministre-président Ministre de la Science et de la Culture                       |           | Ruth Wagner                                                      | FDP   |
| Ministre de l'Intérieur et des Sports                                                 |           | Volker Bouffier                                                  | CDU   |
| Ministre des Finances                                                                 |           | Karlheinz Weimar                                                 | CDU   |
| Ministre de la Justice                                                                |           | Christean Wagner                                                 | CDU   |
| Ministre de l'Économie, des Transports et du Développement régional                   |           | Dieter Posch                                                     | FDP   |
| Ministre de l'Environnement, de l'Agriculture et des Forêts                           |           | Wilhelm Dietzel                                                  | CDU   |
| Ministre des Affaires sociales                                                        |           | Marlies Mosiek-Urbahn (jusqu'au 21/08/2001) Silke Lautenschläger | CDU   |
| Ministre de l'Éducation                                                               |           | Karin Wolff                                                      | CDU   |
| Ministre des Affaires fédérales et européennes Directeur de la chancellerie régionale |           | Franz Josef Jung (jusqu'au 12/09/2000) Jochen Riebel             | CDU   |